# Uden

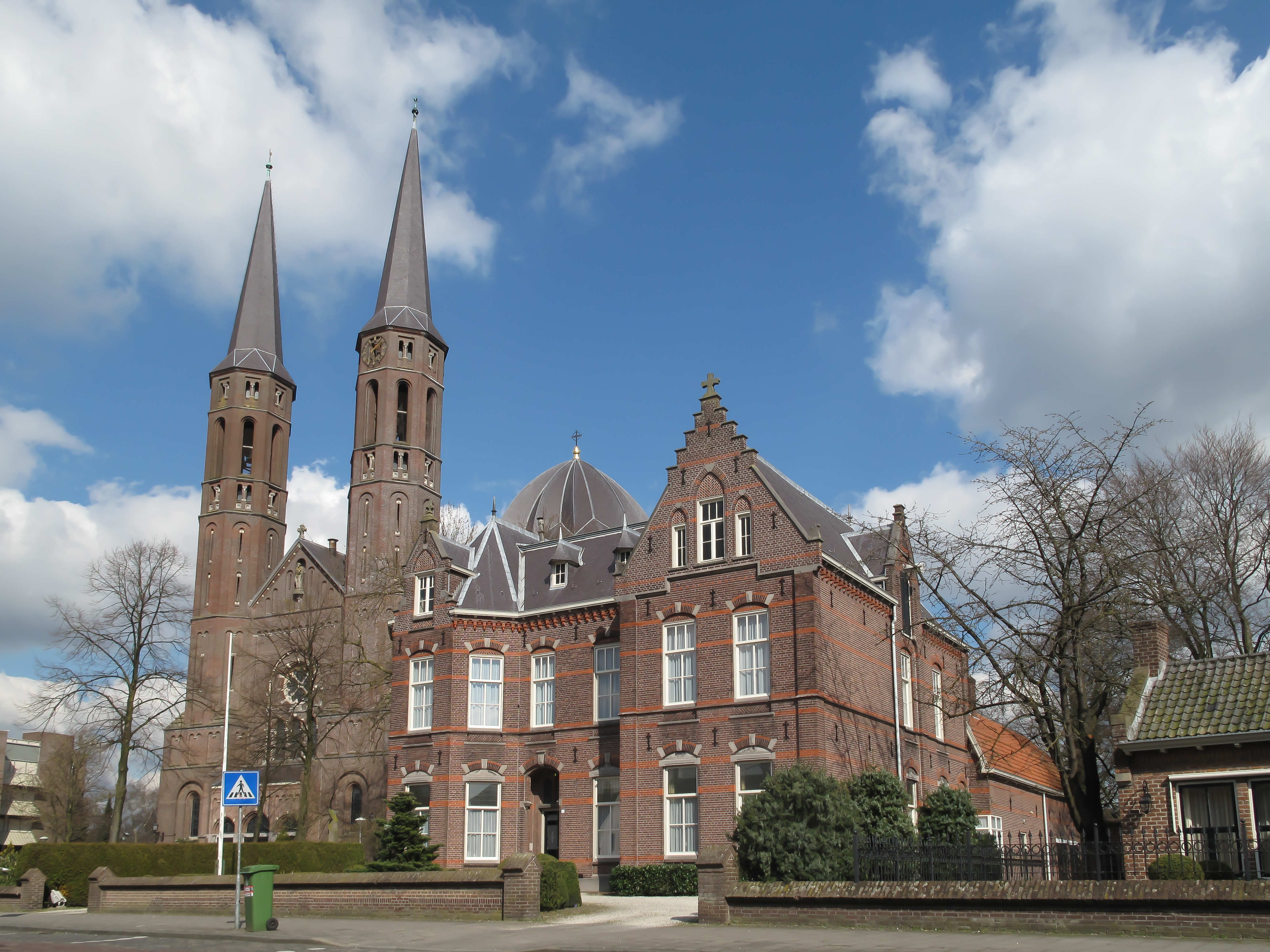
Sint Petruskerk.

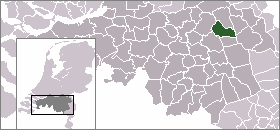
Udens placering i Nederländerna.

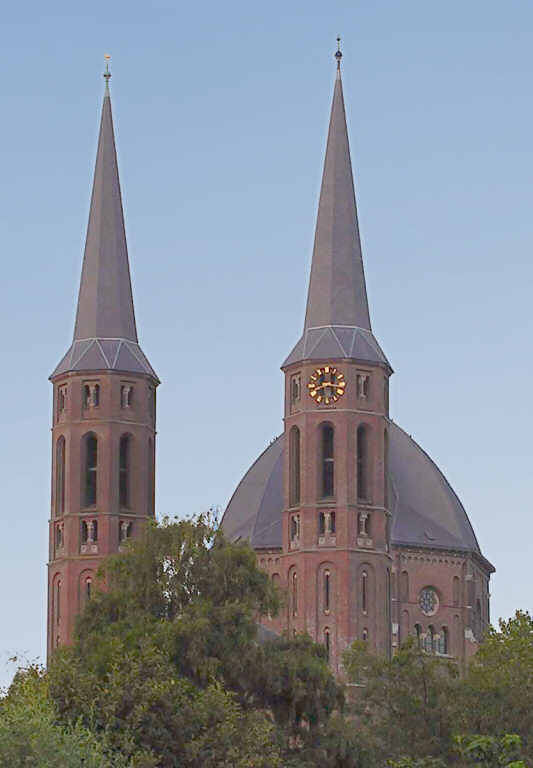
Sint Petrus-kyrkan i Uden

Uden är en kommun i provinsen Noord-Brabant i Nederländerna. Kommunens totala area är 67,59 km² (där 0,46 km² är vatten) och invånarantalet är på 40 116 invånare (2005).